# أفلا نوفرا (افرا)
أفلا نوفرا هو دُوَّار يقع بجماعة اوناين، قيادة تافنكولت , دائرة أولاد برحيل ,  إقليم تارودانت، جهة سوس ماسة في المملكة المغربية. ينتمي الدوّار إلى قبيلة افرا التي تضم 8 دواوير. يقدر عدد سكانه بـ 225 نسمة حسب الإحصاء الرسمي للسكان والسكنى لسنة 2024.

#### العائلات
توجد في دوار أفلا نوفرا 5 عائلات رئيسية وهي :
1- العسري ( إدلاسري) 
2- أيت حماد ويحيى : 
- أيت براهيم
- أيت طومة
- أيت صالح
- إد يوسف

3- إدناصر : 
- أوشن
- أيت همو
- إد ناصر

4- أيت علي : 
- أيت بن إيدر
- أيت علي

5- أيت حماد وابراهيم

## روابط خارجية
- البوابة الوطنية للجماعات الترابية
- المندوبية السامية للتخطيط